# كارولين جاكوب
كارولين جاكوب (بالإنجليزية: Caroline Jacob)‏ هي أكاديمية أسترالية، ولدت في 18 يناير 1861، وتوفيت في 4 نوفمبر 1940.